# Maurizio Acerbo

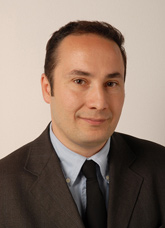
Maurizio Acerbo (2006)

Maurizio Acerbo (* 4. Dezember 1965 in Pescara) ist ein italienischer Politiker und seit 2017 nationaler Sekretär der Partei der Kommunistischen Wiedergründung.

## Leben
Acerbo wurde am 4. Dezember 1965 in Pescara geboren, dort erwarb sein Diplom am Gymnasium Leonardo Da Vinci.
1996 gehörte er zu den Gründern von Radio Città Pescara – Popolare Network, für das er Radiomoderator und Korrespondent war.
Er ist verheiratet.

## Politik

### Anfänge
1979, als er am Gymnasium war, engagierte er sich in pazifistischen, ökologischen und international solidarischen Studentenkollektiven, mit besonderem Augenmerk auf die sandinistische Revolution in Nicaragua und die zapatistische Bewegung in Mexiko. In 1984 wurde er zum Provinzsekretär der FGCI (die Jugendorganisation des Kommunistische Partei Italiens) von Pescara gewählt.
1990 wurde er für die Kommunistische Partei zum Stadtrat von Pescara gewählt.
1991, nach der Auflösung der Kommunistischen Partei, trat er der Partei der Kommunistischen Wiedergründung bei, in der er später Regionalsekretär in Abruzzo wurde.

### Abgeordneter
Bei den politischen Wahlen 2006 wurde er in der fünfzehnten Legislaturperiode für den Wahlkreis Abruzzen in die Camera dei deputati gewählt, die mit der vorzeitigen Auflösung der Kammern im Jahr 2008 endete.
Zu den Hauptaktivitäten als Abgeordneter gehörte (in Zusammenarbeit mit dem WWF Italien) die Frage der Versorgung eines Einzugsgebiets mit etwa 700.000 Menschen mit krebserregendem Wasser im Pescara-Tal, wobei die Schließung der verschmutzten Brunnen erreicht wurde.

### Regionalrat
Von 2008 bis 2012 war Acerbo Regionalrat in Abruzzo.

### Nationaler Sekretär Rifondazione
Seit 2017 ist Acerbo nationaler Sekretär der Partei der Kommunistischen Wiedergründung. Unter ihm stärkte die Partei ihre Position als Alternative zur Mitte-Links-Partei PD.